# Fluke (гурт)
Fluke — британський музичний гурт електронної музики, створений наприкінці 1980-х років.

## Вибрана дискографія

### Альбоми
- The Techno Rose of Blighty (1991)
- Out (In Essence) (1991)
- Six Wheels On My Wagon (1993)
- The Peel Sessions (1994)
- Oto (1995)
- Risotto (1997)
- Progressive History X (2001)
- Progressive History XXX (2002)
- Puppy (2003)